# Cyril Smith (attore)
Cyril Smith, nato Cyril Bruce-Smith (Peterhead, 4 aprile 1892 – Londra, 5 marzo 1963), è stato un attore scozzese.

## Biografia
Iniziò a lavorare nel cinema nel 1914, ancora all'epoca del muto. Continuò la sua carriera come caratterista fino ai primi anni sessanta, lavorando anche per la televisione. Nella popolare serie Lancillotto, impersonò il personaggio del mago Merlino.
Morì il 5 marzo 1963 a Londra all'età di 70 anni.

## Filmografia
- Old St. Paul's
- Pallard the Punter
- Horatio's Deception
- Home Influence
- A Pair of Gloves
- A Little Bet
- Walls of Prejudice
- The Lightning Liver Cure
- Sweep, regia di W.P. Kellino (1920)
- Souvenirs, regia di W.P. Kellino (1920)
- Run! Run!, regia di W.P. Kellino (1920)
- On the Reserve
- Cupid's Carnival
- Cousin Ebenezer, regia di W.P. Kellino (1920)
- A Broken Contract
- The Fordington Twins
- The Way of a Man
- Class and No Class, regia di W.P. Kellino (1921)
- Fires of Fate
- The Desert Sheik
- His First Car
- The Innocents of Chicago
- The Mayor's Nest
- The Man from Toronto
- The Good Companions
- Channel Crossing
- Friday the Thirteenth
- The Roof
- Vienna di Strauss
- It's a Cop
- Wild Boy
- The Black Abbot
- Oh, Daddy!, regia di Graham Cutts e Austin Melford (1935)
- Key to Harmony
- Bulldog Jack
- Brown on Resolution
- Hello, Sweetheart
- Me and Marlborough
- Lend Me Your Wife
- The Tunnel
- Music Hath Charms, regia di Thomas Bentley e, non accreditati, Alexander Esway, Walter Summers e Arthur B. Woods (1935)
- Pot Luck
- The Last Journey
- Jack of All Trades
- Corpo militare britannico in oriente
- Le tre spie
- Lo scafandro infernale
- Patrizia e il dittatore (Storm in a Teacup), regia di  Ian Dalrymple, Victor Saville (1937)
- No Parking
- The Challenge
- Marciapiedi della metropoli
- Return of the Frog
- Sword of Honour, regia di Maurice Elvey (1939)
- Traitor Spy
- Law and Disorder
- The Flying Squad
- They Flew Alone
- We'll Smile Again
- When We Are Married
- Il mio amore vivrà
- Notte agitata
- The Agitator, regia di John Harlow (1945)
- Meet Sexton Blake
- On Stage Everybody
- Don Chicago
- La parola che uccide (Murder in Reverse), regia di Montgomery Tully (1945)
- The Echo Murders
- This Man Is Mine, regia di Marcel Varnel (1946)|
- Appointment with Crime
- School for Secrets
- Sono un criminale
- So Well Remembered
- Peccatori senza peccato (If Winter Comes), regia di Victor Saville (1947)
- Daughter of Darkness
- Il fuggitivo
- One Night with You
- Amore sotto coperta
- No Room at the Inn
- It's Hard to Be Good
- Casa mia
- The History of Mr. Polly
- Alto tradimento (Conspirator), regia di Victor Saville (1949)
- The Interrupted Journey
- The Rocking Horse Winner
- The Body Said No!
- Old Mother Riley, Headmistress
- The Third Visitor
- L'uomo in nero (The Dark Man), regia di Jeffrey Dell (1951)
- Il viaggio indimenticabile (No Highway - titolo USA No Highway in the Sky), regia di Henry Koster (1951)
- Mystery Junction
- La quinta offensiva
- Night Was Our Friend
- Judgment Deferred
- Volto rubato
- Old Mother Riley Meets the Vampire
- The Lost Hours
- Un giorno... tutta la vita
- Women of Twilight
- Hindle Wakes (1952)
- The Steel Key
- Wheel of Fate
- The Strange Case of Blondie
- The Silent Witness
- Svengali, regia di Noel Langley (1954)
- Burnt Evidence
- La droga maledetta
- John and Julie
- Febbre bionda
- The Angel Who Pawned Her Harp
- Sailor Beware!, regia di Gordon Parry (1956)
- Il ruvido e il liscio (The Rough and the Smooth), regia di Robert Siodmak (1960)
- Light Up the Sky!
- Watch it, Sailor!
- A 077, dalla Francia senza amore
- Over the Odds
- She Knows Y'Know

### Tv
- The Idol, episodio della serie tv Strange Experiences (1956)
- episodi dalla serie tv Lancillotto (1956-1957)
- The Courtroom, episodio della serie tv Dick and the Duchess (1958)
- Stolen Face, episodio della serie tv ITV Television Playhouse (1956
- Notes for a Love Song, episodio della serie tv ITV Television Playhouse (1959)
- Value for Money
- episodi della serie tv Hugh and I (1962)